# Університет Південної Каліфорнії
Університет Південної Каліфорнії або Південнокаліфорнійський університет (англ. University of Southern California, скор. USC) — приватний дослідницький університет США, розташований в Лос-Анджелесі, штат Каліфорнія. Заснований в 1880 році і є найстарішим приватним університетом Каліфорнії.
У 2010 році університет Південної Каліфорнії посів 23-тю позицію в рейтингу «Національні університети» видання US News & World Report, 73-тю в загальносвітовому рейтингу Times Higher Education World University Rankings, а також 46-ту позицію в Академічному рейтингу університетів світу.
У 2010 році в університеті навчалося 36 896 студентів: 17 380 бакалаврів та 19 516 магістрів і докторів. Студенти представляють всі 50 штатів США, а також понад 110 країн світу.
Університет активно проводить науково-дослідну роботу, на яку у 2008—2009 роках було виділено 510 млн дол.